# エドワード・ウッドワード
エドワード・ウッドワード OBE（Edward Woodward, OBE、1930年6月1日 - 2009年11月16日）はイングランド出身の俳優・歌手。
米国のテレビシリーズ『ザ・シークレット・ハンター』(1985 - 1989) の主演俳優として知られ、同作での演技で第44回ゴールデングローブ賞のテレビドラマ主演男優賞（ドラマ部門）を受賞している。

## 主な出演作品
- ウィッカーマン The Wicker Man (1973)
- 暗殺指令ブラック・サンデー Callan (1974)
- 英雄モラント/傷だらけの戦士（英語版） Breaker Morant (1980)
- ファイナル・オプション Who Dares Wins (1982)
- クリスマス・キャロル A Christmas Carol (1984)
- ザ・シークレット・ハンター The Equalizer (1985 - 1989) ※テレビシリーズ
- ホット・ファズ -俺たちスーパーポリスメン!- Hot Fuzz (2007)